# Vicia larissae
Vicia larissae är en ärtväxtart som beskrevs av Prima. Vicia larissae ingår i släktet vickrar, och familjen ärtväxter. Inga underarter finns listade i Catalogue of Life.